# Liaozhai zhiyi
Le Liaozhai zhiyi, ou Contes extraordinaires du pavillon du loisir, ou encore Contes étranges du studio du bavard (chinois simplifié : 聊斋志异 ; chinois traditionnel : 聊齋誌異 ; pinyin : Liáozhāi zhìyì ; Wade : Liao²chai¹ chi⁴yi⁴) est un recueil de contes en chinois classique écrits par Pu Songling né en 1640, décédé en 1715. 
Il s'agit de contes fantastiques faisant intervenir des êtres surnaturels. 
Un thème récurrent est celui du lettré séduit par une femme-renarde ou un fantôme, créature plus souvent décrite comme bienveillante que féroce, mais néanmoins dangereuse de par sa nature yin.

## Sommaire  intégral
(D’après  la traduction  intégrale  d’André Lévy  publiée  chez Philippe  Picquier)

Premier rouleau
1. Examen  au poste  de  génie tutélaire [Kao chenghuang (考城隍)]
2. Homoncule  dans l’oreille [Erzhongren (耳中人)]
3. Le  cadavre animé [Shibian (屍變)]
4. Aspersion  fatale [Pen shui (噴水)]
5. Quand  les pupilles  se  parlent… [Tongren  yu (瞳人語)]
6. La  fresque [Huabi (畫壁)]
7. Incursion  d’un griffon  des  montagnes [Shanxiao (山魈)]
8. Lamie  mordue [Yao gui (咬鬼)]
9. Renard  attrapé [Zhuo hu (捉狐)]
10. Le  monstre des  blés  noirs [Shouzhong gui (蕎中怪)]
11. Sortilèges  d’une maison  hantée [Zhai yao (宅妖)]
12. Wang, l’ami  d’un humble  pêcheur [Wang liulang (王六郎)]
13. Pour  le vol  d’une  pêche [Tou tao (偷桃)]
14. Le  poirier  magique [Zhong li (種梨)]
15. L’ermite  des  monts du  Labeur [Laoshan daoshi (勞山道士)]
16. Le  moine de  Longue  Pureté [Changqing seng (長清僧)]
17. Le  charmeur  de serpents [She ren (蛇人)]
18. Le  python  blessé [Zhuo mang (斫蟒)]
19. Le  chien adultère [Quan jian (犬奸)]
20. Dieu  de la  grêle [Baoshen (雹神)]
21. Renard  marie  sa fille [Hu jia nü (狐嫁女)]
22. Grâce [Jiaona (嬌娜)]
23. La  rétribution  du moine  félon [Seng nie (僧孽)]
24. Sorcelleries [Yao shu (妖朮)]
25. Monstre  cynocéphale [Ye gou (野狗)]
26. Les  trois  vies de  Liu [San sheng (三生)]
27. Mis  en bouteille [Hu ru ping (狐入瓶)]
28. Sanglots  de  spectres [Gui ku (鬼哭)]
29. Mère  à huit  ans [Zhending nü (真定女)]
30. L’exorciste [Jiao ming (焦螟)]
31. Poisse  aux  concours [Ye sheng (葉生)]
32. Quarante  ligatures [Sishi qian (四十千)]
33. Intervertis [Cheng xian (成仙)]
34. Détournement  de  nouveau marié [Xinlang (新郎)]
35. La  prophétie du  renard  crotté [Ling guan (靈官)]
36. Immortel  et  fantôme [Wang lan (王蘭)]
37. Aigle  et tigre, divinités  vigilantes [Ying hu shen (鷹虎神)]
38. Combats  de  cailles [Wang cheng (王成)]
39. Phénichette [Qingfeng (青鳳)]
40. Peau  maquillée [Hua pi (畫皮)]
41. Fils  de marchand [Gu er (賈兒)]
42. Boulimique  de serpents [She pi (蛇癖)]

Deuxième rouleau
43. Le  moine coprophage [Jin shicheng (金世成)]
44. Séductions  vulpines [Dong sheng (董生)]
45. Croqueur  de pierres [Shi (石)]
46. Démone  du temple  local [Miao gui (廟鬼)]
47. Le  juge Lu [Lu pan (陸判)]
48. La  rieuse [Yingning (嬰寧)]
49. Petite  grâce [Nie xiaoqian (聶小倩)]
50. Noble  souris [Yi shu (義鼠)]
51. Tremblement  de terre [Dizhen (地震)]
52. Le  jeune seigneur  de  la  mer [Hai gongzi (海公子)]
53. Hospitalité [Ding qianxi (丁前溪)]
54. Gros  poissons de  mer [Hai dayu (海大魚)]
55. Tortue  géante aquatique [Zhang lao xianggong (張老相公)]
56. La  badiane [Shuimangcao (水莽草)]
57. Faiseur  de bétail [Zao chu (造畜)]
58. Triple  rêve [Fengyang shiren (鳳陽士人)]
59. Veuf  manqué [Geng shiba (耿十八)]
60. Enfants  d’outre-tombe [Zhu’er (珠兒)]
61. Officiers  lilliputiens [Xiao guanren (小官人)]
62. La  quatrième demoiselle  Goupil [Hu sijie (胡四姐)]
63. Mourir  ensemble [Zhu weng (祝翁)]
64. La  vengeance de  l’alligator [Zhupolong (獵婆龍)]
65. Poils  de bouc [Mou gong (某公)]
66. Magnifique  coup de  sabre [Kuai dao (快刀)]
67. Vengeresse [Xia nü (俠女)]   (Littéralement : « La femme  héroïque », adapté  en  film en  1971  par King Hu  sous  le titre  « A  touch of  zen »)
68. Amitié  de bons  buveurs [Jiu you (酒友)]
69. Fragrance  de lotus [Lianxiang (蓮香)]
70. Le  perroquet amoureux [Abao (阿寶)]
71. Prince  des Neuf  montagnes [Jiushan wang (九山王)]
72. Vengeance  du survivant [Zunhua shu hu (遵化署狐)]
73. Trois  frères [Zhang cheng (張誠)]
74. La  renarde de  Fenzhou [Fenzhou hu (汾州狐)]
75. La  futée [Qiaoniang (巧娘)]
76. La  ville aux  deux  génies tutélaires [Wu ling (吳令)]
77. Imitations  vocales [Kou ji (口技)]
78. Sentences  de  renardes [Hu lian (狐聯)]
79. Renard  des  eaux de  la  Wei [Weishui hu (潍水狐)]
80. Jade  rouge [Hongyu (紅玉)]
81. Dragons [Long (龍)]
82. Poème  de revenante [Lin siniang (林四娘)]

Troisième rouleau
83. En  plein fleuve [Jiang zhong (江中)]
84. Amour  de jouvence [Lu gong nü (魯公女)]
85. Le  prêtre taoïste  reçoit [Daoshi (道士)]
86. Monsieur  Goupil [Hu  shi (胡氏)]
87. Escamotages [Xishu (戲朮)]
88. Moine  mendiant [Gai seng (丐僧)]
89. Renardes  terrassées [Fu hu (伏狐)]
90. Dragon  en hibernation [Zhe long (蟄龍)]
91. Les  pêchers de  Su  l’immortelle [Su xian (蘇仙)]
92. Intérimaire  aux enfers [Li  boyan (李伯言)]
93. Huang  le neuvième [Huang jiulang (黃九郎)]
94. La  fille de  Nankin [Jinling nüzi (金陵女子)]
95. La  résurrection de  monsieur  Tang [Tang gong (湯公)]
96. Juge  aux enfers [Yanluo (閻羅)]
97. Les  oiseaux bleus [Liansuo (連瑣)]
98. Le  prêtre taoïste  Dan [Dan  daoshi (單道士)]
99. Le  bracelet d’or [Bai yuyu (白於玉)]
100. Au  pays des  yaksha [Yecha guo (夜叉國)]
101. Le  petit chignon [Xiao ji (小髻)]
102. Moines  de l’Ouest [Xi seng (西僧)]
103. La  bande à  Glouton [Lao tao (老饕)]
104. Broderie [Liancheng (連城)]
105. Pire  que mauvaises  plaisanteries [Huo sheng (霍生)]
106. Une  partie de  ballon [Wang shixiu (汪士秀)]
107. Vengé  par  sa fille [Sang sanguan (商三官)]
108. Le  jeune pourfendeur  de  loups [Yu jiang (於江)]
109. Petite  deuxième, grande  magicienne [Xiao er (小二)]
110. Dame  Geng, la vengeresse [Geng niang (庚娘)]
111. Trésors  cachés [Gong mengbi (宮夢弼)]
112. Le  merle huppé [Quyu (鴝鵒)]
113. La  viverrine [Liu haishi (劉海石)]
114. Sermon  aux spectres [Yu gui (諭鬼)]
115. Les  yeux de  verre  du diable [Ni gui (泥鬼)]
116. L’adieu  en rêve [Meng bie (夢別)]
117. Chienne  de lumière [Quan deng (犬燈)]
118. Moines  de l’Ouest  barbare [Fan seng (番僧)]
119. La  compagne des  renardes [Hu qie (狐妾)]
120. Préposé  au département  du  tonnerre [Leicao (雷曹)]
121. Le  talisman du  joueur [Du fu (賭符)]
122. Époux  déloyal [Axia (阿霞)]
123. Automutilations  d’un meurtrier [Li sijian (李司鑒)]
124. « Sire  aux cinq  peaux  de bélier  noir » [Wu gu daifu (五朗大夫)]
125. La  renarde velue [Mao hu (毛狐)]
126. Pianpian, secourable  sylphide [Pianpian (翩翩)]
127. La  bête noire [Hei shou (黑獸)]

Quatrième rouleau
128. Le  bassin merveilleux [Yu de (余德)]
129. La  flèche du  capitaine  Yang [Yang qianzong (楊千總)]
130. Étrange  pastèque [Gua yi (瓜異)]
131. Demi-renarde, double  dévouement [Qingmei (青梅)]
132. Port  des mirages [Luosha haishi (羅剎海市)]
133. L’ami  Tian [Tian  qilang (田七郎)]
134. Elle  accouche  d’un dragon [Chan long (產龍)]
135. Maître-voleur [Bao zhu (保住)]
136. Partage  de la  mort [Gongsun jiuniang (公孫九娘)]
137. Grillons  de  combat [Cuzhi (促織)]
138. Détournement  du  fléau des  sauterelles [Liu xiucai (柳秀才)]
139. Rescapés  de  l’inondation [Shui zai (水災)]
140. Mort  de rire [Zhucheng moujia (諸城某甲)]
141. Officier  du  Trésor [Ku guan (庫官)]
142. Aux  portes  des enfers [Fengdu yushi (酆都御史)]
143. Dragon  sans  yeux [Long wu mu (龍無目)]
144. Malicieuse  renarde [Hu xie (狐諧)]
145. Pluie  de sapèques [Yu qian (雨錢)]
146. La  concubine  battue abat  les  bandits [Qie zhiang ji zei (妾杖擊賊)]
147. Exorciste  malgré  lui [Xiucai qu guai (秀才驅怪)]
148. La  cadette  remplace l’aînée [Jiemei yi jia (姊妹易嫁)]
149. Un  nouveau  « Rêve du  millet  jaune » [Xu huangliang (續黃粱)]
150. Comment  les  dragons puisent  l’eau  de pluie [Long qu shui (龍取水)]
151. Le  minuscule  chien de  chasse [Xiao lie quan (小獵犬)]
152. Le  démon du  jeu  de  go [Ji gui (棋鬼)]
153. La  quatorzième  demoiselle Xin [Xin shisiniang (辛十四娘)]
154. Sectateur  du  Lotus Blanc [Bailian jiao (白蓮教)]
155. La  paire de  lanternes [Shuang deng (雙燈)]
156. Spectre  et  renard n’en  mènent  pas large [Zhuo gui she hu (捉鬼射狐)]
157. L’âne  rembourse  la dette [Jian chang zhai (蹇償債)]
158. Tête  qui roule… [Tou gun (頭滾)]
159. Cuisine  de  fantômes [Gui zuo yan (鬼作筵)]
160. L’invisible  monsieur  Goupil [Hu si xianggong (胡四相公)]
161. Bonimenteurs [Nianyang (念秧)]
162. Concert  de  grenouilles [Wa qu (蛙曲)]
163. Théâtre  de  souris [Shu xi (鼠戲)]
164. Lettré  d’argile [Ni shusheng (泥書生)]
165. La  dame du  dieu  du  sol [Tudi furen (土地夫人)]
166. Fleurs  de  lotus en  plein  hiver [Hanyue fuqu (寒月芙蕖)]
167. Folie  de l’ivresse [Jiu kuang (酒狂)]

Cinquième rouleau
168. Un  accouchement prolongé [Yangwu hou (陽武侯)]
169. Noble  tigre [Zhaocheng hu (趙城虎)]
170. Tué  par une  mante  religieuse ! [Tanglang bu she (螳螂捕蛇)]
171. Arts  martiaux [Wu ji (武技)]
172. Miniaturisé [Xiaoren (小人)]
173. Boire  à en  mourir [Qin sheng (秦生)]
174. La  petite [Yatou (鴉頭)]
175. Petite  bête du  bon  buveur [Jiuchong (酒蟲)]
176. La  belle en  bois  sculpté [Mudiao meiren (木雕美人)]
177. Deux  amies [Feng sanniang (封三娘)]
178. Rêve  de renardes [Hu meng (狐夢)]
179. Rémission [Buke (布客)]
180. Un  paysan ! [Nongren (農人)]
181. Fantômes  et archi-spectres [Zhang aduan (章阿端)]
182. La  vieille aux  galettes [Botuo ao (稞秭媼)]
183. Une  naissance inespérée [Jin yongnian (金永年)]
184. Florette [Hua guzi (花姑子)]
185. Ingratitude [Wu xiaolian (武孝廉)]
186. La  princesse du  lac [Xihu zhu (西湖主)]
187. Un  fils pieux [Xiaozi (孝子)]
188. Le  lion [Shizi (獅子)]
189. Rétribution  de la  jalousie [Yanwang (閻王)]
190. La  figurine d’argile [Tu’ou (土偶)]
191. Meurtre  et renaissance [Changzhi nuzi (長治女子)]
192. La  tombe du  chien  loyal [Yi quan (義犬)]
193. Le  dieu du  lac  Poyang [Poyang shen (鄱陽神)]
194. Rêve  de femme [Wu qiuyue (伍秋月)]
195. La  princesse des  abeilles [Lianhua gongzhu (蓮花公主)]
196. La  fille en  vert [Lüyi nü (綠衣女)]
197. Le  loup dans  la  bergerie [Li shi (黎氏)]
198. Fleur  de nénuphar [Hehua sanniangzi (荷花三娘子)]
199. Salutaires  invectives [Ma ya (罵鴨)]
200. Fils  indigne [Liu shi zi (柳氏子)]
201. L’Immortel-Renard [Shang xian (上仙)]
202. Le  singe Montcalme [Hou jingshan (侯靜山)]
203. Flots  de sapèques [Qian liu (錢流)]
204. Les  pertinents gribouillis  de  Maître Renard [Guo sheng (郭生)]
205. Risques  du veuvage [Jin shengse (金生色)]
206. L’inconnu [Peng haiqiu (彭海秋)]
207. Géomancie [Kanyu (堪輿)]
208. Fille-mère  abandonnée [Dou shi (竇氏)]
209. Curieuse  excroissance [Liang yan (梁彥)]
210. Viande  de  dragon [Long rou (龍肉)]

Sixième rouleau
211. Sous-préfet  de la  ville  de  Lu [Lu ling (潞令)]
212. Exécrable  mégère [Ma jiefu (馬介甫)]
213. L’étoile  du succès  littéraire [Dou xing (魁星)]
214. Félonie [She jiangjun (厙將軍)]
215. La  déesse des  fleurs [Jiangfei (絳妃)]
216. Un  renard accueillant [Hejian sheng (河間生)]
217. Veulerie [Yun cuixian (雲翠仙)]
218. Divinité  dansante [Tiao shen (跳神)]
219. Dur  comme fer [Tiebushan fa (鐵布衫法)]
220. Général  de force  herculéenne [Dali jiangjun (大力將軍)]
221. Secte  du Lotus  Blanc [Bailian jiao (白蓮教)]
222. Femme  mandarin [Yan shi (顏氏)]
223. Changé  en cochon [Du weng (杜翁)]
224. Espiègles  revenantes [Xiaoxie (小謝)]
225. Fantôme  de pendue [Yi gui (縊鬼)]
226. Le  peintre  de Suzhou [Wumen huagong (吳門畫工)]
227. Sainte  femme [Lin shi (林氏)]
228. Espiègle  renarde [Hu dagu (胡大姑)]
229. Cruelle  fidélité [Xihou (細侯)]
230. Trois  histoires de  loups [Lang (狼)]
231. Tête  de jolie  femme [Meiren shou (美人首)]
232. La  réincarnation d’un  renard [Liu liangcai (劉亮採)]
233. Coumarine [Huifang (蕙芳)]
234. Le  génie de  la  montagne [Shan shen (山神)]
235. Sœur  renarde [Xiao qi (蕭七)]
236. Deux  cas de  séparation  aux temps  des  troubles [Luan li (亂離)]
237. Éleveurs  de serpents [Huan she (豢蛇)]
238. Duc  du tonnerre [Lei gong (雷公)]
239. Interventions  miraculeuses de  Guanyin [Lingjue (菱角)]
240. Spectre  affamé [Egui (餓鬼)]
241. Bureau  de contrôle  des  abus [Kaobisi (考弊司)]
242. Yama  en double [Yanluo (閻羅)]
243. Ogres [Daren (大人)]
244. En  tigre vengeur [Xiang gao (向杲)]
245. Tête  recollée ? [Dong gongzi (董公子)]
246. Goupil  contre des  renards [Zhou san (周三)]
247. Prodigieux  pigeons [Ge yi (鴿異)]
248. Redresseur  de torts  d’outre-tombe [Niè zheng (聶政)]
249. Le  bachelier rigoleur [Leng sheng (冷生)]
250. Le  débauché édifié  par  un renard [Hu cheng yin (狐懲淫)]
251. Mirage [Shanshi (山市)]
252. La  mégère repentie [Jiangcheng (江城)]
253. L’épouse  récalcitrante [Sun sheng (孫生)]
254. Grand  prince tortue [Badawang (八大王)]
255. Pendu  par plaisanterie [Xi yi (戲縊)]

Septième rouleau
256. « Transformé » [Luo zu (羅祖)]
257. Pour  une seule  bonne  action [Liu xing (劉姓)]
258. Jalousie  vaincue [Shao jiuniang (邵九娘)]
259. Un  monde dans  la  manche [Gong xian (鞏仙)]
260. Deux  frères [Er shang (二商)]
261. Goujaterie [Yishui xiucai (沂水秀才)]
262. Fantôme  de pendue [Mei nü (梅女)]
263. Étrange  rencontre [Shao xiucai (郭秀才)]
264. Le  rire du  moine  assassiné [Si seng (死僧)]
265. Perruche  promise [Aying (阿英)]
266. L’oranger [Jushu (橘樹)]
267. Lettres  de  feu [Chi zi (赤字)]
268. Un  spectre venge  l’abandon  de son  fils [Niu chengzhang (牛成章)]
269. La  pelle magique [Qing’e (青娥)]
270. L’oracle  du miroir [Jing ting (鏡聽)]
271. Peste  bovine [Niuhuang (牛)]
272. Mariage  virginal [Jin gufu (金姑夫)]
273. Deux  fois sous-préfet  à  Zitong [Zitong ling (梓潼令)]
274. Salive  de spectre [Gui jin (鬼津)]
275. L’île  aux Immortels [Xianren dao (仙人島)]
276. Mort  du juge  des  enfers [Yanluo hong (閻羅薨)]
277. Le  prêtre fou [Tian daoren (顛道人)]
278. Le  fabuleux destin  de  la petite  dernière [Hu siniang (胡四娘)]
279. Sapèque  magique [Seng shu (僧朮)]
280. Le  chiffre de  la  vie [Lu shu (祿數)]
281. Prédictions  de physiognomoniste [Liu sheng (柳生)]
282. Erreur  judiciaire [Yuan yu (冤獄)]
283. Jeux  de spectres [Gui ling (鬼令)]
284. L’impératrice  Zhen [Zhen hou (甄後)]
285. L’amour  du luth [Huanniang (宦娘)]
286. Axiu  et son  sosie [Axiu (阿繡)]
287. Cicatrice  à l’œil [Yang bayan (楊疤眼)]
288. L’idiot  et sa  petite  renarde [Xiaocui (小翠)]
289. Le  moine qui  fit  fortune [Jin heshang (金和尚)]
290. L’araignée, perle  de  dragons [Long xi zhu (龍戲蛛)]
291. La  remplaçante [Shang fu (商婦)]
292. Festin  détourné [Yanluo yan (閻羅宴)]
293. Spectres  à votre  service [Yi gui (役鬼)]
294. Qui  aime bien, châtie  bien [Xiliu (細柳)]

Huitième rouleau
295. Cheval  en peinture [Hua ma (畫馬)]
296. Escroqueries [Juzha (局詐)]
297. Lâcher  de papillons [Fang die (放蝶)]
298. Un  homme donne  naissance  à  des  jumeaux [Nan sheng zi (男生子)]
299. Rétributions  asines [Zhong sheng (鐘生)]
300. Le  spectre de  l’épouse  jalouse [Guiqi (鬼妻)]
301. Le  général Huang [Huang jiangjun (黃將軍)]
302. Premier  ancien sous  trois  dynasties [Sanchao yuanlao (三朝元老)]
303. Art  médical [Yishu (醫朮)]
304. Pou  mortel [Cang shi (藏虱)]
305. Rêve  de loups [Meng lang (夢狼)]
306. Luminosité  nocturne [Ye ming (夜明)]
307. Neige  en  été [Xia xue (夏雪)]
308. Changée  en garçon [Hua nan (化男)]
309. L’oiseau  redresseur de  torts [Qin xia (禽俠)]
310. L’oie  sauvage [Hong (鴻)]
311. Éléphants [Xiang (象)]
312. Étrange  cadavre [Fu shi (負屍)]
313. Grief  d’une vie  antérieure [Zihua heshang (紫花和尚)]
314. Dédoublement [Zhou kechang (周克昌)]
315. Épouser  la lune [Chang’e (嫦娥)]
316. Taoïste  impénitent [Ju yaoru (鞠樂如)]
317. L’ami  désincarné [Chu sheng (褚生)]
318. Foyers  de rebelles [Dao hu (盜戶)]
319. Voleur  repenti [Mou yi (某乙)]
320. La  fille aux  trois  maris [Huo nü (霍女)]
321. Archiviste  dans  l’autre monde [Siwenlang (司文郎)]
322. Renarde  laide [Chou hu (醜狐)]
323. Épouse  fantôme [Lü wubing (呂無病)]
324. Sapèques  divinatoires [Qian bu wu (錢卜巫)]
325. Jalousie  meurtrière [Yao an (姚安)]
326. Bouffeur  de vesces [Cai wei weng (採薇翁)]
327. Redresseurs  de torts [Cui meng (崔猛)]
328. La  piste du  poème [Shi xian (詩讞)]
329. L’herbe  de vie  des  cerfs [Lu xian cao (鹿銜草)]
330. Petits  cercueils [Xiao guan (小棺)]
331. Femmes  tombées du  ciel [Xing ziyi (邢子儀)]
332. Un  âne étrange [Li sheng (李生)]
333. Merveilleux  secrétaire privé ! [Lu yaguan (陸押官)]
334. Hymne  bouddhique [Jiang taishi (蔣太史)]
335. Vie  antérieure [Shao shimei (邵士梅)]
336. Ophtalmie [Gu sheng (顧生)]
337. Piété  filiale, loyauté  conjugale [Chen xijiu (陳錫九)]

Neuvième rouleau
338. La  mégère bâtonnée [Shao linzi (邵臨淄)]
339. Examens  et concours  en  ce monde  et  dans l’autre [Yu qu’e (於去惡)]
340. Éclat  de rire [Kuang sheng (狂生)]
341. Coutumes  de Cheng [Su (俗)]
342. Miroir  vigilant [Feng xian (鳳仙)]
343. Leçon  de modestie [Tong ke (佟客)]
344. Revenant  de Liaoyang [Liaoyang jun (遼陽軍)]
345. Chanteur  sorti du  cœur [Zhang gongshi (張貢士)]
346. Aimée [Ainu (愛奴)]
347. Magistrat  de  châtre-père [Shanfu zai (單父宰)]
348. Sun  Sois-sauvé [Sun bizhen (孫必振)]
349. Dépecé  avant le  petit-déjeuner [Yi ren (邑人)]
350. Marque  de lingot [Yuanbao (元寶)]
351. Pierre  à encre [Yanshi (研石)]
352. Échelle  de mille  toises [Wuyi (武夷)]
353. Gros  rat [Dashu (大鼠)]
354. Épargné  par la  grêle [Zhang buliang (張不量)]
355. La  louve [Mushu (牧豎)]
356. Créancier  avisé [Fu weng (富翁)]
357. Le  connétable Wang [Wang sima (王司馬)]
358. Convocation  du Pic  de  l’Est [Yue shen (岳神)]
359. Petite  renarde [Xiaomei (小梅)]
360. Surdose  d’aphrodisiaque [Yao seng (藥僧)]
361. La  perspicacité du  censeur  Yu [Yu zhongcheng (於中丞)]
362. De  service aux  enfers [Zaoli (皂隸)]
363. La  fileuse [Jinü (績女)]
364. Le  tapis des  Hollandais [Hongmao an (紅毛氈)]
365. Cauchemar  de tripes [Chou chang (抽腸)]
366. Attachement  conjugal [Zhang hongjian (張鴻漸)]
367. Viande  d’ours mortelle [Taiyi (太醫)]
368. Bœuf  volant [Niu fei (牛飛)]
369. Hantise  des concours [Wang zi’an (王子安)]
370. La  ruse du  rusé [Diao xing (刁姓)]
371. Paysanne  à poigne [Nongfu (農婦)]
372. Changé  en renard [Jinling yi (金陵乙)]
373. Verdicts  paradoxaux [Guo an (郭安)]
374. Affaires  criminelles [Zhe yu (折獄)]
375. Le  chien reconnaissant [Yi quan (義犬)]
376. Un  poids de  moins  sur le  cœur [Yang dahong (楊大洪)]
377. La  caverne  du mont  Chaya [Chaya shandong (查牙山洞)]
378. Île  aux immortels [Anqi dao (安期島)]
379. Étranges  coutumes [Yuan su (沅俗)]
380. Princesse  de  rêve [Yunluo gongzhu (雲蘿公主)]
381. Langage  d’oiseaux [Niao yu (鳥語)]
382. Palais  célestes [Tian gong (天宮)]
383. Laide, mais  noble  et fidèle [Jiaonü (喬女)]
384. Étrange  bivalve [Ge (蛤)]
385. Madame  Liu [Liu furen (劉夫人)]
386. Le  renard  de Lingxian [Lingxian hu (陵縣狐)]

Dixième rouleau
387. Wang  le colporteur [Wang huolang (王貨郎)]
388. Dragons  à bout  de  forces [Pi long (疲龍)]
389. Secrets  divulgués [Zhen sheng (真生)]
390. Marchand  drapier [Bu shang (布商)]
391. Disparu  dans le  sac ! [Peng erzheng (彭二掙)]
392. Divination  lettrée [He xian (何仙)]
393. Fragment  d’un récit  vulpin [Niu tongren (牛同人)]
394. La  fée [Shennü (神女)]
395. Amour  fraternel [Xiangqun (湘裙)]
396. Trois  vies d’animosité [San sheng (三生)]
397. Beau-père  abusif [Changting (長亭)]
398. Corruptions  infernales [Xi fangping (席方平)]
399. Poisson  d’argent [Suqiu (素秋)]
400. ???? [XXX (賈奉雉)]
401. L’enfer  de la  course  aux honneurs
401. L’affaire  du chausson  brodé [Yanzhi (胭脂)]
402. Finette [Axian (阿纖)]
403. Visage  défiguré [Ruiyun (瑞雲)]
404. Grande  sœur [Qiu daniang (仇大娘)]
405. La  tombe de  Cao Cao [Cao Cao zhong (曹操塚)]
406. Jeté  dans  un puits [Longfei xianggong (龍飛相公)]
407. Les  deux brus [Shanhu (珊瑚)]
408. Les  cinq pénétrants [Wu tong (五通)]
409. Le  dernier des  cinq  pénétrants [You ]
410. Tortue  géante [Shen shi (申氏)]
411. Comment  regagner la  faveur  du mari [Hengniang (恆娘)]
412. Fou  de pivoines [Ge jin (葛巾)]

Onzième rouleau
413. Le  charpentier Feng [Feng mujiang (馮木匠)]
414. Chrysanthèmes [Huangying (黃英)]
415. Bibliomane [Shu chi (書痴)]
416. Grand  Saint égal  au  Ciel [Qi tian dasheng (齊天大聖)]
417. Fille  de grenouilles [Qingwa shen (青蛙神)]
418. Souscriptions [You ]
419. Une  fabuleuse partie  de  dés [Ren xiu (任秀)]
420. Amours  de fantômes  de  la danse [Wanxia (晚霞)]
421. Amour  et poésie [Bai qiulian (白秋練)]
422. Prince  justicier [Wangzhe (王者)]
423. Terrible  rétribution [Mou jia (某甲)]
424. Trois  maléfices de  Quzhou [Quzhou san guai (衢州三怪)]
425. Le  démolisseur [Chailou ren (拆樓人)]
426. Scorpion  géant [Da xie (大蠍)]
427. Marié  à deux  nonnes  taoïstes [Chen yunqi (陳雲犧)]
428. Calembours [Sizhali (司札吏)]
429. Scutigère [Youting (蚰蜓)]
430. Instructeurs  assistants [Sixun (司訓)]
431. Esclaves  noirs [Heigui (黑鬼)]
432. Fille  du lac  Dongting [Zhicheng (織成)]
433. Robe  de corbeau [Zhuqing (竹青)]
434. Jalouse  repentie [Duan shi (段氏)]
435. La  renarde au  coffret [Hu nü (狐女)]
436. Femme  avisée [Zhang shi fu (張氏婦)]
437. L’ami  poisson [Yu ziyou (於子游)]
438. Concubine  mâle [Nan qie (男妾)]
439. Enfant  prodige [Wang keshou (汪可受)]
440. Jeune  buffle [Niudu (牛犢)]
441. Joueurs  impénitents [Wang da (王大)]
442. L’innocent [Yue zhong (樂仲)]
443. Pivoine  et chèvrefeuille [Xiangyu (香玉)]
444. Trois  immortels [San xian (三仙)]
445. Conseil  de spectres [Gui li (鬼隸)]
446. Faux  sauniers [Wang shi (王十)]
447. Coïncidences [Da nan (大男)]
448. D’étrange  pays [Waiguoren (外國人)]
449. Incestes [Wei gongzi (韋公子)]
450. Passionné  de pierres [Shi qingxu (石清虛)]
451. Querelles  de demi-frères [Zeng youyu (曾友於)]
452. Fils  de famille [Jiaping gongzi (嘉平公子)]

Douzième rouleau
453. Les  deux tigres [Er ban (二班)]
454. Le  loup et  le  charretier [Chefu (車夫)]
455. Voyance  et poésie [Ji xian (乩仙)]
456. Dévoreur  de lettrés  médiocres [Miao sheng (苗生)]
457. Marchand  de scorpions [Xie ke (蠍客)]
458. Bru  changée en  truie [Du xiaolei (杜小雷)]
459. Loups  reconnaissants [Mao dafu (毛大福)]
460. Poisson  rouge [Bao shen (雹神)]
461. Huit  jarres [Li bagang (李八缸)]
462. Bateliers  criminels [Laolong hanghu (老龍船戶)]
463. Fille  du serpent [Qingcheng fu (青城婦)]
464. Chouette [Niao (鳥)]
465. Vases  anciens [Gu ping (古瓶)]
466. Précepteur  en enfer [Yuan shao xiansheng (元少先生)]
467. Revenue  d’outre-tombe [Xue weiniang (薛慰娘)]
468. Fantômes  du  lac [Tian zicheng (田子成)]
469. Fille  de batelier [Wang gui’an (王桂庵)]
470. Mariage  double (Suite au  précédent  récit) [Jisheng (寄生)]
471. Inconvenances  scripturaires [Zhou sheng (周生)]
472. Renarde  reconnaissante [Chu suiliang (褚遂良)]
473. Brave  vétérinaire [Liu quan (劉全)]
474. D’où  viennent  les lièvres ? [Tu hua tu (土化兔)]
475. Message  d’oiseaux [Niao shi (鳥使)]
476. Piégé  par  un renard [Ji sheng (姬生)]
477. Rétributions [Guobao (果報)]
478. Prévarications [Gongsun xia (公孫夏)]
479. Épidémie  maléfique [Han fang (韓方)]
480. Coups  de foudre [Renzhen (紉針)]
481. Poigne  divine [Huanhou (桓侯)]
482. Fille  du Ciel  exilée  ici-bas [Fendie (粉蝶)]
483. Mort  et renaissance [Li tansi (李檀斯)]
484. Mari  rejeté [Jinse (錦瑟)]
485. L’affaire  de Taiyuan [Taiyuan yu (太原獄)]
486. Le  procès de  Xinzheng [Xinzheng song (新鄭訟)]
487. Vie  antérieure [Li xiangxian (李象先)]
488. Épouse  temporaire [Fang wenshu (房文淑)]
489. Bon  pour les  chiens [Qin gui (秦檜)]
490. Peurs  bleues [Zhedong fang (浙東生)]
491. Dragon  vengeur [Boxing nü (博興女)]
492. Mandarin  digne de  ce  nom ? Un seul ! [Yi yuan guan (一員官)]
493. Immortel  mendiant [Gaixian (丐汕)]
494. Suborneur  suborné [Renyao (人妖)]

Apocryphes
495. Serpent  en hibernation [Zhe she (蟄蛇)]
496. Un  gars du  Shanxi [Jin ren (晉人)]
497. Dragon [Long (龍)]
498. Par  amour du  talent  littéraire [Ai cai (愛纔)]
499. Rêve  de loups [Meng lang ]
500. Dix  absurdités [Abao ]
501. Groin  de cochon [Zhuzui daoren ]
502. Caillou  merveilleux [Zhang mu ]
503. Le  Persan [Bosi ren ]

## Traductions en français[2]
- « Le Poirier planté », traduit par Camille Imbault-Huart, dans le Journal asiatique, août-septembre 1880, p. 281-284 [traduction du conte « Zhong li » 種梨] [lire en ligne]
- Tcheng-Ki-Tong. Contes chinois, Calmann-Lévy, 1884 [25 contes adaptés en français] [lire en ligne]
- Contes magiques, d'après l'ancien texte chinois de P'ou Song-Lin (l'Immortel en exil), traduit par Louis Laloy, Piazza, 1925 [20 contes] [lire en ligne] ; réédition, P'ou Song-Ling, Contes étranges du cabinet Leao, traduit par Louis Laloy, Le Calligraphe, 1985
- P'ou Song-ling, Contes extraordinaires du Pavillon du loisir, traduit sous la direction d'Yves Hervouet, Paris, Gallimard, coll. « Connaissance de l'Orient », 1969 [26 contes]
- Pu Songling, Contes fantastiques du Pavillon des Loisirs, traduit par Li Fengbai et Denise Ly-Lebreton, Pékin, Éditions en langue étrangères, 1986 [38 contes]
- Pou Song-Ling, Le Studio des loisirs, textes recueillis et présentés par Claude Roy, traduit par Hélène Chatelain, Paris, 10/18, coll. « Domaine étranger », 1993 [30 contes, retraduits de l'anglais] ; réédition d'Histoires et légendes de la Chine mystérieuse, Tchou, 1969 et Éditions Sand, 1987
- Pu Songling, Chroniques de l'étrange, traduit par André Lévy, Philippe Picquier, coll. « Picquier poche », 1996 ; réédition 2010 [82 contes]
- CONTES FANTASTIQUES DU PAVILLON DES LOISIRS (3 VOL., BILINGUE FR-Ch) 聊斋志异选(上中下)(汉法对照) PU Songling  - 蒲松龄, Pékin, Editions en langue étrangères, 2004 [36 contes]

- Pu Songling, Chroniques de l'étrange, traduit par André Lévy, Philippe Picquier, coll. « Dix mille feuilles », 2 vol., 2005, 2016 p. [traduction complète]

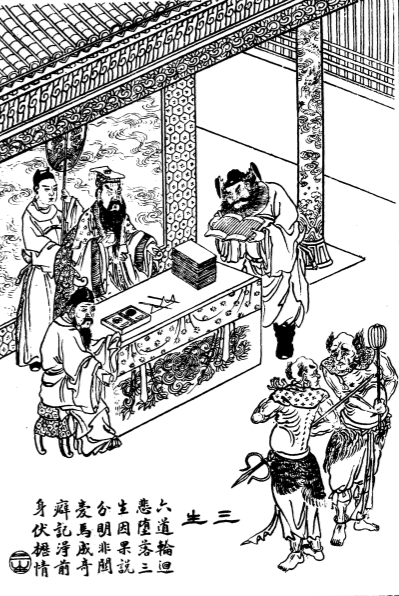
Conte "Les Trois Vies de Liu"

- Conte "Les Trois Vies de Liu"Pu Songling, Trois contes étranges, traduit par Rainier Lanselle, Presses universitaires de France / Fondation Martin Bodmer, 2009

## Adaptation en bandes dessinées
- Les contes du boudoir hanté, volume 1, scénario de Li Yishan et Morvan Jean-David, dessin de Li Yishan, éditeur Delcourt, 2008  (ISBN 978-2-7560-0796-0)
- Les contes du boudoir hanté, volume 2, scénario de Li Yishan et Morvan Jean-David, dessin de Li Yishan, éditeur Delcourt, 2008  (ISBN 978-2-7560-1116-5)
- Les contes du boudoir hanté, volume 3, scénario de Li Yishan et Morvan Jean-David, dessin de Li Yishan, éditeur Delcourt, 2009  (ISBN 978-2-7560-1117-2)

## Adaptation cinématographique
- 1947 : Ashiou ou La Déesse de l’amour, film chinois réalisé par Wu Zuguang, avec Zhou Xuan, Lu Yukun, Jiang Ming, Zhou Wei, Wu Jiaxiang [adaptation du conte A Xiu[3]]
- 1960 : L'Ombre enchanteresse, film hongkongais réalisé par Li Han-hsiang
- 1971 : A Touch of Zen, film taïwanais réalisé par King Hu
- 1987 : Histoire de fantômes chinois, film hongkongais réalisé par Ching Siu-tung
- 1990 : Histoire de fantômes chinois 2, film hongkongais réalisé par Ching Siu-tung
- 1991 : Histoire de fantômes chinois 3 , film hongkongais réalisé par Ching Siu-tung
- 1997 : Histoire de fantômes chinois: The Tsui Hark Animation (小倩, Xiǎo qiàn), dessin animé réalisé par Andrew Chan et Tsui Hark
- 1993 : Painted Skin (en), film hongkongais réalisé par King Hu
- 2009 : Painted Skin, film hongkongais réalisé par Gordon Chan
- 2011 : Mural (film), film hongkongais réalisé par Gordon Chan
- 2011 : A Chinese Ghost Story de Wilson Yip
- 2012 : Painted Skin: The Resurrection, film hongkongais réalisé par Wu Ershan

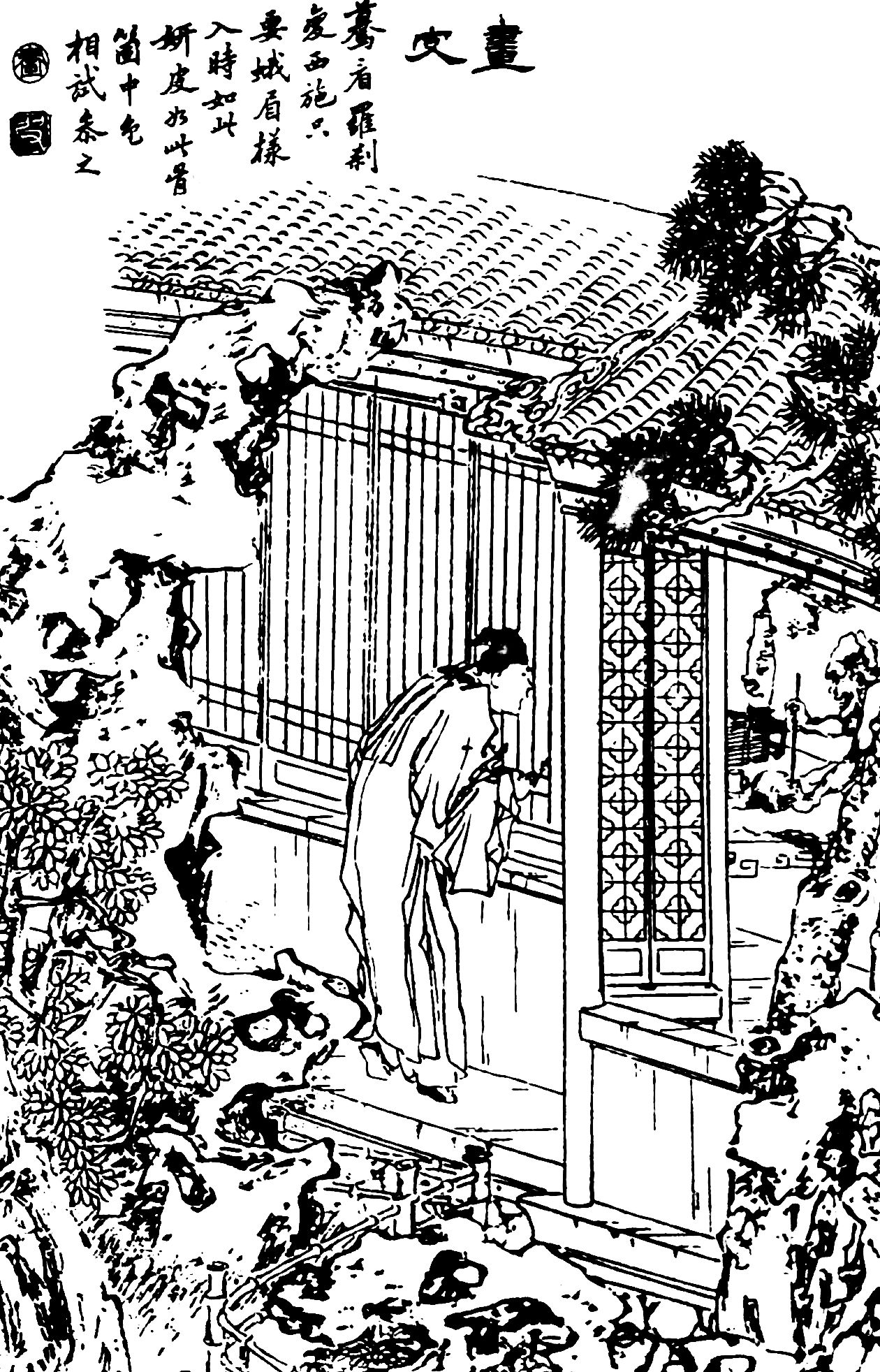
Conte "Peau maquillée" (The Painted Skin)

- Conte "Peau maquillée" (The Painted Skin)2019 : The Knight of Shadows: Between Yin and Yang, film chinois réalisé par Yan Jia, avec Jackie Chan

## Livre audio
- (zh) Liaozhai Zhiyi, sur LibriVox [en ligne]